# Synophis
Synophis — рід змій родини полозових (Colubridae). Представники цього роду мешкають в Колумбії, Еквадорі та Перу.

## Види
Рід Synophis нараховує 9 видів:
- Synophis bicolor Peracca, 1896
- Synophis bogerti Torres-Carvajal, Echevarría, Venegas, Chávez & Camper, 2015
- Synophis calamitus Hillis, 1990
- Synophis insulomontanus Torres-Carvajal, Echevarría, Venegas, Chávez & Camper, 2015
- Synophis lasallei (Nicéforo-María, 1950)
- Synophis niceforomariae Pyron, Arteaga, Echevarría, & Torres-Carvajal, 2016
- Synophis plectovertebralis Sheil & T. Grant, 2001
- Synophis zaheri Pyron, Guayasamin, Peñafiel, Bustamante & Arteaga, 2015
- Synophis zamora Torres-Carvajal, Echevarría, Venegas, Chávez & Camper, 2015

## Етимологія
Наукова назва роду Synophis походить від сполучення слів дав.-гр. συν — разом і οφις — змія.